# Jan z Pilczy (rektor)
Jan z Pilicy lub Jan z Pilczy (zm. przed 31 marca 1498) – profesor i rektor Akademii Krakowskiej.

## Życiorys
Na Akademię Krakowską zapisał się jesienią 1456, w 1458 uzyskał stopień bakałarza sztuk wyzwolonych, magistrem nauk wyzwolonych został w 1468, studia kontynuował na Wydziale Teologicznym. W 1473 osiągnął stopień bakałarza teologii, w latach 1475–1476 był dziekanem Wydziału Teologicznego. W 1484 występuje z tytułem profesora teologii i kanonika kolegiaty św. Floriana na Kleparzu. W 1490 piastował tam godność prałata-kustosza, a w 1491 został jej dziekanem. Dwukrotnie, w latach 1490–1491, wybierano go rektorem Akademii. W latach 1493–1496 pełnił obowiązki podkanclerza Akademii. W 1492 został kanonikiem katedry krakowskiej.